# 129318 Sarahschlieder
129318 Sarahschlieder este o planetă minoră (asteroid) din centura de asteroizi. A fost descoperită pe 1 octombrie 2005 la Mount Lemmon⁠(d) de Mount Lemmon Survey⁠(d). 
Obiectul prezintă o orbită caracterizată de o semiaxă mare de 2,7833553517921 UAi, o excentricitate de 0,08, o înclinație de 1,1 ° în raport cu ecliptica.